# Gisèle de Failly
Pour les articles homonymes, voir Failly (homonymie).
Gisèle de Failly (née le 20 juillet 1905 et morte le 4 mars 1989 à Paris) est une pédagogue française, fondatrice des Centres d'Entraînement aux Méthodes d'Éducation Active (CEMÉA).

## Biographie

### Enfance
Gisèle de Failly, née le 20 juillet 1905. Issue d'une famille bourgeoise catholique traditionnelle, Gisèle de Failly se détache assez vite du schéma familial, jusqu'à rompre tout lien. C'est une jeune femme indépendante, qui possède une grande soif d'apprendre.

### Formation, développement des idées personnelles
Gisèle de Failly a suivi une formation scientifique.
C'est au cours de voyages à l'étranger que sa vision de l'éducation change fondamentalement :
« J’avais visité, dans la banlieue de Londres, un établissement secondaire d’avant-garde qui accueillait 2 000 enfants et jeunes de onze à dix-huit ans et, en entrant dans une vaste pièce que l’on appelait « laboratoire d’histoire et de géographie », [...] j’avais pu voir des élèves de tous âges, affairés dans les travaux que leur assignaient des « tâches » prévues pour accomplir un programme minimum qui permettait d’atteindre le niveau des examens officiels et laissait le reste du temps à l’activité libre. Chacun à son gré faisait ses recherches, disposait ses papiers par terre ou sur un mur, relevait une information, écrivait, dessinait, peignait, allait vers une bibliothèque. Des groupes de discussion se formaient, les petits se mêlant souvent aux grands avec curiosité. Le maître, professeur d’histoire, se trouvait parmi les jeunes et venait là où on l’appelait. J’étais en admiration devant cet ordre dans le désordre, ordre de la pensée qui se cherche et se construit dans le foisonnement de la vie. Le « laboratoire de mathématiques » où je passai quelques instants était non moins animé et actif. J’eus l’occasion de voir ailleurs d’autres essais : l’école Decroly à Bruxelles ; l’Odenwald Schule en  Suisse ; des classes nouvelles en France, notamment au lycée d’Orléans, etc., mais ces premières impressions d’un monde nouveau entrevu où la sélection, la compétition n’avaient plus de sens, devaient me donner la certitude qu’une autre éducation était possible et la volonté de contribuer à la transformation des idées habituellement reçues et des préjugés sur lesquels nous vivions. »
En 1932, au VIe Congrès mondial de la Ligue internationale, auquel quarante nations participaient et dont le thème était : « l’éducation dans ses rapports avec l’évolution sociale », Gisèle de Failly découvre « des bases scientifiques aux expériences dont [elle a vu] la réalisation ». Cependant, à la suite d'un incident dans une école pratiquant ces expérimentations éducatives (un rêve raconté par un enfant en classe mettant en cause un notable), et aux démêlés qui en découlèrent avec l'administration, elle « mesure l’impossibilité de se lancer dans des voies nouvelles à l’intérieur du cadre institutionnel ».
En 1934, Gisèle de Failly suit un cours d'été dirigé par Maria Montessori, qui l'ouvre à d'autres horizons. Tout en subvenant à ses besoins, elle obtient un diplôme de psychologie appliquée, à l'institut de psychologie, afin de « mieux appréhender les problèmes de l'éducation ». Jusqu’en janvier 1936, elle exerce la fonction de « chargée de la coordination des éléments du service social » à la mairie de Suresnes dont le maire, Henri Sellier, devint quelques mois plus tard ministre de la Santé du Front populaire. Gisèle doit faire face à des problèmes sociaux importants, qui élargissent son champ de vision de la personne à la population. Cependant, elle quitte ce travail dur pour des raisons de santé. Elle rejoint l'association de l'Hygiène par l'exemple (HPE), dont le but est l'installation d'équipements d'hygiène dans les communes rurales, souvent défavorisées.

### Ses premières expérimentations sur l'éducation nouvelle
En 1936, une occasion se présente pour son projet : Mme Fillon, institutrice en école maternelle, propose que les installations réalisées dans les écoles aménagées et bien situées servent l'été pour recevoir des enfants en colonie de vacances. Le projet séduit l'association, il est nommé « Maisons de campagne des écoliers ». Une école à quatre classes est choisie. Elle est située à Saint-Maurice-sur-Moselle, dans les Vosges, pays de petite montagne, ce qui, pour l'association, avait son importance. L’école possède lavabos, douches, cantine. Le directeur de l'école apporte son aide à l'organisation de deux séjours de 27 enfants chacun. Gisèle s'implique beaucoup dans ce projet et découvre les problèmes du recrutement des enfants, des « surveillants », des directrices, des points de vue et exigences des organisateurs et des nombreux problèmes matériels (visite médicale, rapports avec les parents, trousseau). Les directrices et Gisèle développent un projet pédagogique qui doit « profondément différencier les Maisons de campagne des écoliers des colonies de vacances, et particulièrement de la colonie-caserne, qui se répandait, avec sa hiérarchie, ses règlements, sa discipline ». Durant le séjour, Gisèle est frappée par l'ignorance des « surveillantes » embauchées, « qui découvraient la montagne en même temps que les enfants et n'avaient pas la moindre idée de ce que pouvait être leur rôle ».
Au retour, l'association comprend l'importance de former les personnes encadrantes, afin d'assurer la qualité du séjour. Gisèle de Failly propose que cette formation soit faite sur place, avec des enfants. L'inspectrice de la jeunesse et des sports organise en décembre 1936 une rencontre entre Gisèle et André Lefèvre, commissaire national des Éclaireurs de France de l'époque, qui, de son côté, avait depuis longtemps un projet de formation des surveillants. Il avait même entrepris en 1911 de former avant la colonie les jeunes qui devaient l’accompagner. Malgré les réticences de Gisèle de Failly, qui a une vision traditionnelle du scoutisme (sexes séparés, grands groupes, hiérarchie, ...), les deux personnes trouvent de nombreuses similitudes dans leurs visions des centres pour enfants (mixtes, de petite taille, avec beaucoup d'activités de nature) et de la formation (pratique et pas seulement théorique). Souhaitant inviter des personnes de la France entière à la formation, elles craignent juste que le prix du trajet et le sacrifice des congés ne rebutent les candidats. Pour mettre les chances de son côté, l'association politise alors le projet (dans la mouvance du Front populaire). Gisèle de Failly prend contact avec Léo Lagrange, le « ministre des Loisirs », avec Mme Brunschwicg, secrétaire d’État à l’Éducation nationale, avec Suzanne Lacore, secrétaire d’État à la Santé publique, dont dépendaient alors les colonies de vacances. Henri Sellier qu'elle connait déjà lui donne une subvention de 10 000 francs. Jean Zay, ministre de l'éducation, mobilise les inspecteurs et directeurs d'école normale (formant les instituteurs), en signant une circulaire, pour trouver des instructeurs expérimentés et des stagiaires. Les hauts fonctionnaires jugent le projet comme une attaque à la hiérarchie (pourquoi former des enseignants qui exercent depuis 10 ans et connaissent mieux leur métier que personne?), mais le ministre de la santé ne souhaite pas s'occuper des colonies de vacances et délègue volontiers cette tâche. Finalement, 160 personnes s'inscrivent en quelques jours, et le nombre de participants est augmenté à 60.
Le premier « centre d'entraînement » organisé par Gisèle de Failly et André Lefèvre a lieu à Pâques 1937, à Beaurecueil, au pied de la montagne Sainte-Victoire, avec une quinzaine d'instructeurs. Gisèle de Failly y apprend la possibilité d'instaurer une égalité entre instructeurs et stagiaires et l'intérêt des réunions de bilan entre instructeurs à la fin de chaque journée, puis s'aperçoit que c'est une méthode qui est donnée au stagiaire pour encadrer les enfants et les éduquer. Elle découvre grâce aux autres instructeurs différentes activités qui peuvent être des supports à l'éducation (le conte, la musique avec fabrication d'instruments, ...). Ce stage deviendra a posteriori l'événement fondateur symbolique des Centres d'entraînement aux méthodes d'éducation active (CEMÉA).

### Au cœur du développement des CEMÉA
11 stages ont lieu en 1939, et en 1943 on totalise 3 000 stagiaires formés depuis la création des centres d'entrainement. En septembre 1944, Gisèle de Failly devient directrice des CEMÉA, Henri Laborde délégué général. Le mouvement prend de l'ampleur à la libération, avec des subventions versées par le ministère de l'éducation qui apportent une légitimité à l'association et lui permettent de passer ses bénévoles responsables (dont Gisèle) en permanents. Elle en devient un personnage charismatique. Elle fonde en 1946 la revue des CEMÉA Vers l'éducation nouvelle, et y écrira près de 120 articles, puis crée les éditions du scarabée. Avec Laborde, l'école nouvelle de Boulogne est développée. Cette expérience pédagogique dure de 1947 à 1952.
En 1967, elle devient déléguée générale, à la mort d'Henri Laborde. En 1969, elle laisse sa fonction à Denis Bordat.

### Ses principes d'éducation
C'est petit à petit que Gisèle de Failly a développé ses principes de l'éducation nouvelle, grâce à de nombreuses rencontres. Ce n'est qu'en 1957 qu'elle les résume, à travers des conférences et un texte, les principes qui guident notre action : cessions de formations laïques, mixes, courtes, sans les enfants, en internat, pour immerger les adultes dans le monde des enfants tout en permettant de donner des connaissances théoriques, et en laissant une large place à la pratique (et le droit à l'erreur avant le contact aux enfants) et à l'éducation par le jeu; colonies de vacances mixtes, laïques, en petit groupe, avec un attachement aux besoins de chaque individu (épanouissement personnel) mais aussi à l'apprentissage de la vie en collectivité, apprentissage par le jeu, acquisition d'autonomie, ... Elle réaffirme également le droit aux vacances, aux loisirs, à l'éducation et à la culture pour tous. Si les méthodes continuent d'évoluer et si aucun stage ne se ressemble, les principes développés par Gisèle de Failly restent toujours d'actualité 50 ans plus tard, non seulement pour le monde périscolaire mais aussi pour celui de l'éducation :
- « Tout être humain peut se développer et même se transformer au cours de sa vie. Il en a le désir et les possibilités.
- Il n’y a qu’une éducation. Elle s’adresse à tous. Elle est de tous les instants.
- Notre action est menée en contact étroit avec la réalité.
- Tout être humain, sans distinction de sexe, d’âge, d’origine, de convictions, de culture, de situation sociale a droit à notre respect et à nos égards.
- Le milieu de vie joue un rôle capital dans le développement de l’individu.
- L’éducation doit se fonder sur l’activité, essentielle dans la formation personnelle et dans l’acquisition de la culture.
- L’expérience personnelle est un facteur indispensable du développement de la personnalité.
- La laïcité, c’est l’ouverture à la compréhension de l’autre dans l’acceptation des différences et dans le respect du pluralisme. C’est aussi le combat pour la liberté d’expression de chacun et contre toute forme d’obscurantisme, de discrimination, d’exclusion et d’injustice. » (extraits des principes)